# Regba
Regba (hebr. רגבה; ang. Regba) – moszaw położony w Samorządzie Regionu Matte Aszer, w Dystrykcie Północnym, w Izraelu.

## Położenie
Moszaw Regba jest położony na wysokości 14 metrów n.p.m. w północnej części równiny przybrzeżnej Izraela. Leży w odległości około 1 km od wybrzeża Morza Śródziemnego, a w odległości 4 km na wschodzie zaczynają się wznosić wzgórza Zachodniej Galilei. Na północ od osady przepływa strumień Bet ha-Emek. W otoczeniu moszawu Regba znajdują się miasto Naharijja, miejscowość Mazra’a, moszawy Ben Ammi, Netiw ha-Szajjara, Amka, Bustan ha-Galil i Szawe Cijjon, kibuce Ewron, Bet ha-Emek i Lochame ha-Geta’ot, wioska chrześcijańska Nes Ammim, oraz wioska arabska Szajch Dannun. Na południowy wschód od moszawu jest położona baza wojskowa Szraga, będąca bazą Brygady Golani.

### Podział administracyjny
Regba jest położona w Samorządzie Regionu Matte Aszer, w Poddystrykcie Akka, w Dystrykcie Północnym.

## Demografia
Stałymi mieszkańcami moszawu są wyłącznie Żydzi. Tutejsza populacja jest świecka:

Źródło danych: Central Bureau of Statistics.

## Historia
Pierwotnie w okolicy tej znajdowała się arabska wioska as-Sumajrijja. W wyniku I wojny światowej w 1918 roku cała Palestyna przeszła pod panowanie Brytyjczyków, którzy utworzyli Mandat Palestyny. W kolejnych latach okoliczne grunty zaczęły odkupywać od arabskich właścicieli żydowskie organizacje syjonistyczne. Ne tych terenach w dniu 8 sierpnia 1946 roku założono współczesny moszaw Regba. Grupa założycielska składała się z dwóch odrębnych części: (1) weteranów walczących po stronie aliantów II wojny światowej i (2) mieszkańców z osady Kirjat Bialik. Te dwie grupy nie miały wcześniej ze sobą żadnego kontaktu i różniły się ideologicznie, zamieszkały jednak razem w nowo utworzonej osadzie rolniczej. Początkowo był to kibuc. Przyjęta 29 listopada 1947 roku Rezolucja Zgromadzenia Ogólnego ONZ nr 181 przyznała te tereny państwu arabskiemu. Podczas wojny domowej w Mandacie Palestyny na początku 1948 roku w okolicy tej stacjonowały siły Arabskiej Armii Wyzwoleńczej. W ostatnich dniach przed proklamacją niepodległości Izraela żydowska organizacja paramilitarna Hagana przeprowadziła operację „Ben-Ami”, w trakcie której 14 maja 1948 roku Izraelczycy zajęli wioskę As-Sumajrijja. Wszystkich mieszkańców wysiedlono, a następnie wyburzono jej domy. Po zakończeniu I wojny izraelsko-arabskiej grunty rolne al-Sumajriji przyłączono do kibucu Regba, który następnie w 1949 roku przekształcono w moszaw. W latach 90. XX wieku moszaw przechodził głęboki kryzys ekonomiczny, który zmusił jego mieszkańców do przeprowadzenia w 2002 roku prywatyzacji. Na początku XXI wieku w północno-wschodniej części moszawu wybudowano nowe osiedle mieszkaniowe, dzięki czemu wzrosła populacja i nastąpiło ożywienie lokalnej gospodarki.

## Polityka
Na południe od moszawu znajduje się siedziba władz administracyjnych Samorządu Regionu Matte Aszer.

## Kultura i sport
W moszawie jest ośrodek kultury z biblioteką. Z obiektów sportowych jest basen kąpielowy, sala sportowa, siłownia, boisko oraz korty tenisowe.

## Edukacja
W moszawie jest przedszkole i szkoła podstawowa. Starsze dzieci są dowożone do szkoły w kibucu Geszer ha-Ziw.

## Infrastruktura
W moszawie znajduje się przychodnia zdrowia, klinika stomatologiczna, dom opieki nad osobami starymi, stacja benzynowa, warsztat mechaniczny oraz sklep wielobranżowy.

## Turystyka
Największą tutejszą atrakcją turystyczną jest stadnina koni Rancho Regba, które oferuje przejażdżki konne po okolicznych wzgórzach i sadach owocowych.

## Gospodarka
Lokalna gospodarka opiera się na rolnictwie i sadownictwie (głównie awokado). Hoduje się tutaj bydło mleczne i mięsne, oraz drób. Swoją siedzibę w moszawie ma firma Regba Kitchens Acs Ltd., produkująca meble kuchenne. Spółka Regba-Kal Molds Ltd. od 1974 produkuje i rozwija urządzenia do produkcji precyzyjnych części plastikowych metodą wstrzyku polimerów. Współpracuje z licznymi przedsiębiorstwami w Izraelu, Turcji i Chinach.

## Transport
Z moszawu wyjeżdża się na zachód na drogę nr 8611, którą jadąc na zachód dojeżdża się do skrzyżowania z drogą ekspresową nr 4, lub na północ do miejscowości Mazra’a i na wschód do wioski Nes Ammim. Drogą nr 4 jadąc na północ dojeżdża się do miejscowości Mazra’a i miasta Naharijja, lub jadąc na południe do kibucu Lochame ha-Geta’ot.